# 전파과학사
전파과학사(電波科學社)는 1956년에 설립된 대한민국의 출판사이다. 과학과 기술에 관련된 각종 서적과 문고를 출간하고 있다.

## 창립
설립자는 조선무선통신학교와 육군통신학교를 졸업한 예비역 육군대위 손영수(孫永壽)로, 1956년 창립하였다. 전파과학사는 이후 각종 과학 서적과 잡지의 간행을 통해 교양 과학 도서의 대표적인 출판사로 자리잡았다.

## 대표적 출간물
- 1959년 《전파과학》 5월호로 창간된 《전자과학》은 1976년 당시 통권 200호로 과학 잡지로서 최장수를 기록하였다.[3]
- ‘언제 어디서나 손쉽고 값싸게’ 과학지식을 보급하는 ‘과학지식의 대중화’를 내세워 1973년부터 발간된 《현대과학신서》는 1978년 1백권째를 기록하였다.[4]
- 1978년부터는 일본 고단샤(講談社)의 과학 문고인 《블루백스》를 번역한 한국어판을 출간하였다.[5]

## 수상
- 1972년 잡지의 날 국무총리 표창[6]
- 1973년 과학의 날 대한민국의 과학풍토 조성에 대한 기여로 한국과학기술단체총연합회(과총회) 회장 표창[1]
- 1973년 《현대과학신서》로 경향 양서출판문화상 장려상 수상[7]
- 1982년 과학기술 유공자로 대통령 표창[8]
- 1984년 제1회 한국과학저술인협회상 출판상[9]
- 1988년 과학의 날, 과학대중화에 기여한 공로로 과학기술처 선정 대한민국과학기술상 진흥상 수상[10]
- 1994년 《과학과 사회》로 한국과학기술도서상 저술부문을 수상[11]
- 2002년 제13회 간행물윤리상 출판제작부문 수상[12]